# 小行星9791
小行星9791（英語：9791）是一颗围绕太阳公转的小行星。1995年12月21日，小林隆男在大泉天文台发现了此天体。
这颗小行星的绝对星等为202.24072等。